# Вільянуева-дель-Аріскаль
Вільянуева-дель-Аріскаль (ісп. Villanueva del Ariscal) — муніципалітет в Іспанії, у складі автономної спільноти Андалусія, у провінції Севілья. Населення — 6078 осіб (2010).
Муніципалітет розташований на відстані близько 400 км на південний захід від Мадрида, 12 км на захід від Севільї.

## Демографія
Динаміка населення (INE ):